# Salammbô: la batalla por Cartago
Salammbô: la batalla por Cartago es un videojuego de aventura desarrollado y publicado por el estudio francés Cryo Interactive en abril de 2003. Está inspirado libremente en la novela Salambó (1862) de Gustave Flaubert, así como en los tres volúmenes del cómic Lone Sloane que Philippe Druillet creó a partir de ella en la década de 1980. Druillet participó en el desarrollo del juego, el cual, al igual que su cómic, traslada la historia original a un universo que combina ciencia ficción y fantasía. La banda sonora del juego incluye piezas como la Sinfonía n.º 9 de Antonín Dvořák.

## Sinopsis
En el siglo III a. C., Cartago acaba de sufrir una derrota en la primera guerra púnica contra Roma. Para colmo, los mercenarios que contrataron durante el conflicto se encuentran acampados frente a la ciudad, exigiendo su pago y forzando a los dirigentes cartagineses a entablar unas delicadas negociaciones. El jugador encarna a Spendios, un sirviente y amigo de Matón, el líder de los mercenarios. Al inicio del juego, Spendios se halla preso en una cárcel cartaginesa, pero logra fugarse con la ayuda de la hermosa Salambó, hija del general Amílcar Barca y sacerdotisa de Tanit. Ella le encarga una misión: entregar a Matón una estatuilla como símbolo del amor que ella le profesa. Sin embargo, al llegar al campamento mercenario Spendios no tarda en darse cuenta de que no puede contar con la protección de Matón. Traicionado, el esclavo debe huir una vez más y, movido por la venganza, decide desencadenar una guerra entre los mercenarios y Cartago.

## Sistema de juego
Al igual que la mayoría de los juegos desarrollados por Cryo, Salammbô es una aventura gráfica de corte clásico –point and click–, en la que el jugador interviene en un entorno modelado por imágenes sintéticas pregeneradas que puede inspeccionar desplazando el ángulo de visión en 360°. El cursor queda permanentemente en el centro de la pantalla y cambia de forma según la acción que permita acometerse –moverse, tomar un objeto, interactuar con un personaje no jugador–. Los objetos recogidos por Spendios son almacenados en un inventario que se puede mostrar u ocultar a voluntad, y es posible combinar varios objetos entre sí para resolver ciertos puzles.
Durante la mayor parte de la historia, el videojuego adopta una cámara en primera persona, si bien las cinemáticas discurren en tercera persona, lo cual permite al jugador ver la apariencia de Spendios.

## Desarrollo

### Preproducción
Salammbô fue el segundo proyecto conjunto entre Philippe Druillet y Cryo Interactive, después de su primera colaboración en Ring: L'Anneau des Nibelungen, otra aventura gráfica de ciencia ficción basado libremente en una obra clásica, para la cual Druillet había diseñado los gráficos. En el caso de Salammbô, que se inspira en la adaptación que Druillet hizo en cómic de la novela de Flaubert, aquel se encargó de la dirección artística junto al jefe de estudio Grégoire Valayer y los artistas principales –lead artists– Alexandre Litchencko y Mathieu Van Eec. Druillet creó también los bocetos iniciales de los escenarios y los personajes.

### Historia editorial
Salammbô fue anunciado por Cryo Interactive en julio de 2002, con un equipo formado en gran medida por desarrolladores de su anterior juego, Atlantis III: The New World. Sin embargo, ese mismo mes, la compañía se declaró en quiebra debido a sus problemas financieros, dejando el proyecto inconcluso. DreamCatcher Interactive rescató entonces parte de los activos de Cryo, incluyendo al equipo de Salammbô, y lo integró en su filial DreamCatcher Europe para continuar el desarrollo. Finalmente, en octubre de 2008, Microids adquirió los derechos del juego junto con todo el catálogo de Cryo.

## Recepción
El juego tuvo una acogida generalmente positiva, con críticas que oscilaron entre moderadamente buenas y excelentes. Entre los sitios web agregadores de reseñas, MobyGames le dio una puntuación promedio de 72% basada en 18 críticas, mientras que Metacritic y GameRankings le asignaron un 77% y un 75.40%, respectivamente, a partir de 5 reseñas en cada caso.
Entre las publicaciones especializadas, Adventure Gamers le otorgó una calificación de 3.5/5, mientras que la revista Jeux vidéo Magazine le dio un 10/20. Clifford Horowitz, en su análisis para la revista Dragon, destacó que el juego se centra mucho en la resolución de problemas y tiene una trama intrigante.
A pesar de la buena recepción crítica, el juego no disfrutó de éxito comercial, especialmente en América del Norte. Lorraine Lue, de DreamCatcher Interactive Europe, explicó que esto se debió a que «los jugadores norteamericanos no se identificaron mucho con los personajes», un problema que atribuyó a que el juego estaba «diseñado para el mercado francés».